# (RS)-1-benzil-1,2,3,4-tetrahidroizohinolin N-metiltransferaza
(RS)-1-benzil-1,2,3,4-tetrahidroizohinolin -metiltransferaza (EC 2.1.1.115, norretikulinska N-metiltransferaza) je enzim sa sistematskim imenom S-adenozil-L-metionin:(RS)-1-benzil-1,2,3,4-tetrahidroizohinolin -metiltransferaza. Ovaj enzim katalizuje sledeću hemijsku reakciju
-adenozil--metionin + (RS)-1-benzil-1,2,3,4-tetrahidroizohinolin {\displaystyle \rightleftharpoons } -adenozil-L-homocistein + N-metil-(RS)-1-benzil-1,2,3,4-tetrahidroizohinolin
Ovaj enzim ima široku supstratnu specifičnost za (RS)-1-benzil-1,2,3,4-tetrahidroizohinoline; uključujući koklaurin, norkoklaurin, izokoklaurin, norarmepavin, noretikulin i tetrahidropapaverin.

## Literatura
- Nicholas C. Price; Lewis Stevens (1999). Fundamentals of Enzymology: The Cell and Molecular Biology of Catalytic Proteins (Third изд.). USA: Oxford University Press. ISBN 019850229X.
- Eric J. Toone (2006). Advances in Enzymology and Related Areas of Molecular Biology, Protein Evolution (Volume 75 изд.). Wiley-Interscience. ISBN 0471205036.
- Branden C; Tooze J. Introduction to Protein Structure. New York, NY: Garland Publishing. ISBN 0-8153-2305-0.
- Irwin H. Segel. Enzyme Kinetics: Behavior and Analysis of Rapid Equilibrium and Steady-State Enzyme Systems (Book 44 изд.). Wiley Classics Library. ISBN 0471303097.

## Spoljašnje veze
- (RS)-1-benzyl-1,2,3,4-tetrahydroisoquinoline+N-methyltransferase на 